# Андре Ноке
Андре Нокке (30 липня 1914 — 12 березня 1999) — французький сенсей з айкідо, який отримав 8 Дан. Він був одним з небагатьох неяпонців, які займалися цим бойовим мистецтвом.

## Раннє життя
У молоді роки Ноке вивчав греко-римську боротьбу. Він почав практикувати джиу-джитсу у 1937 році під наставництвом ізраїльського професора Моше Фелденкрайза. Пізніше Мікіносуке Каваїші завітав до додзьо Фелденкрайза, щоб навчати айкідо. Тоді Ноке став учнем Каваїші.

## Кар'єра айкідо
У 1954 Ноке, заохочений Тадаші Абе, вирушив до Японії, щоб зустрітися з Моріхеєм Уєсібою і вивчати айкідо в додзьо Айкікай Гомбу. Нокке залишився там на 3 роки (1955-57 роки). Він жив у додзьо. Анде Ноке був одним з двох єдиних неяпонців, які отримали таку привілегію у ті часи. Іншим таким учнем був Террі Добсон. Йому було важко там, будучи людиною із заходу серед практично ніяких більше неяпонців-айкідістів у той період.
Протягом першого періоду, коли Нокке був у Гомбу, він був єдиними учі-деши. Згодом Набайоши Тамура й Масамічі Норо почали проживати там. Ноке й Тамура, які тоді обидва мали перший Дан, навчалися разом.
Він повернувся до Франції улітку 1958. Ноке навчав з Тадаші Абе, коли останній приїхав до Франції. У 1959—1960 Абе повернувся до Японії, лишаючи Ноке викладати у Франції. Він отримав 8 Дан у 1985 від Французької федерації айкідо, у які був.
Нокке заснував Історичну групу айкідо Анде Нокке (GHAAN) у 1988 році як структурну одиницю Французької федерації айкідо та будо (FFAB), яку очолював Тамура Сенсей. Ця організація дала йому можливість викладати самостійно, беручи участь у технічній організації FFAB. Після своєї смерті Нокке залишив технічне керівництво своєю групою своїм чотирьом найдосконалішим учням (шостий Дан) Жо Кардо †, Клоду Жентілю, Клоду Себілю та Ерве Дізьєну.